# إيفان لوتشيتش
إيفان لوتشيتش (بالألمانية: Ivan Lucic) هو لاعب كرة قدم نمساوي في مركز حراسة المرمى، ولد في 23 مارس 1995 في فيينا في النمسا. شارك مع منتخب النمسا تحت 17 سنة لكرة القدم ومنتخب النمسا تحت 18 سنة لكرة القدم ومنتخب النمسا تحت 19 سنة لكرة القدم ومنتخب النمسا لكرة القدم. أما مع النوادي، فقد لعب مع بايرن ميونخ 2 وبايرن ميونخ ونادي بريستول سيتي ونادي رييد.

## وصلات خارجية
- إيفان لوتشيتش على موقع قاعدة بيانات كرة القدم.إي يو (الإنجليزية)
- إيفان لوتشيتش على موقع بيانات كرة القدم. دي إي (الألمانية)
- إيفان لوتشيتش على موقع Soccerbase.com (لاعب) (الإنجليزية)
- إيفان لوتشيتش على موقع Soccerway.com (الإنجليزية)
- إيفان لوتشيتش على موقع عالم كرة القدم.نت (الإنجليزية)
- إيفان لوتشيتش على موقع AS.com (الإسبانية)